# Inela Nogić
Inela Duraković, z domu Nogić (ur. w 1976 w Sarajewie) – boszniacka modelka, zwyciężczyni konkursu „Miss Sarajewa” z 1993 roku.

## Życiorys
Konkurs pod oficjalną nazwą „Miss Oblężonego Sarajewa” odbył się w sobotę, 29 maja 1993 r. w piwnicach centrum kultury w Sarajewie (z uwagi na niebezpieczeństwo ostrzału snajperskiego), w drugim roku oblężenia miasta. Wzięło w nim udział 16 nastolatek. Wydarzenie miało charakter wiecu antywojennego, stanowiąc część cyklu imprez organizowanych przez obywateli Bośni i Hercegowiny, pokazujących ich odporność na działania wojenne. Wybory miss obserwuje 52 dziennikarzy, 23 ekipy telewizyjne i 41 fotoreporterów – głównie z zagranicy. Po jego zakończeniu wszystkie kandydatki – co zostało uwiecznione na amatorskim nagraniu wideo – trzymały w rękach transparent z napisem „DON’T LET THEM KILL US” („Nie pozwólcie im nas zabić”), zaś zwyciężczyni zapytana o plany na przyszłość, odpowiedziała „Nie mam planów, jutro mogę przecież zginąć”. Wydarzenie zostało uwiecznione przez amerykańskiego dziennikarza Billy’ego Cartera, który przyjechał do Bośni i Hercegowiny z misją humanitarną, a przy okazji kręcił amatorskie filmy ręczną kamerą wideo. Na podstawie zarejestrowanego wówczas materiału, w 1995 r. zrealizował on 33-minutowy film dokumentalny pt. Miss Sarajevo, dzięki czemu konkurs piękności z 1993 r. stał się sławny na całym świecie.
Bono, zafascynowany historią Ineli Nogić i wyborami miss podczas ostrzału miasta, napisał piosenkę zatytułowaną Miss Sarajevo, którą zespół U2 wykonywał wspólnie z producentem Brianem Eno pod szyldem „Passengers”, z udziałem Luciana Pavarottiego. Zrobione wówczas zdjęcie Ineli Nogić znalazło się na okładce singla.
Po zakończeniu wojny w Bośni i Hercegowinie Nogić została zaproszona na koncert grupy U2 (pierwszego zagranicznego zespołu muzycznego, który wystąpił w Sarajewie po zakończeniu oblężenia), zorganizowany 23 września 1997 r. na Olimpijskim Stadionie Koševo w ramach trasy PopMart Tour.

## Życie prywatne
Pochodzi z osiedla Dobrinja na południowo-zachodnim krańcu Sarajewa, nazywanego „Małą Hiroszimą” z powodu znacznego stopnia zniszczeń wojennych. Jest bośniacką muzułmanką (słowiańscy muzułmanie). Jej ojciec był architektem, a matka Izeta – sekretarką. Trzy tygodnie przed konkursem piękności obchodziła swoje 17. urodziny. Jej historia zrodziła legendę miejską, według której została zabita przez serbskiego snajpera po zakończeniu zwycięskich wyborów miss. W 1995 r. poślubiła starszego o ponad 11 lat holenderskiego fotoreportera Marco, z którym w kwietniu 1994 r. przeniosła się do Holandii. Para się rozwiodła po sześciu latach małżeństwa. W latach 1994–1999 pracowała jako modelka w Paryżu i Amsterdamie, a następnie zaczęła zawodowo poświęcić się projektowaniu graficznemu. W 2000 r. powróciła do Sarajewa, a w 2002 r. ponownie zamieszkała w Holandii. Pracowała jako topograf, a następnie grafik. Z drugim mężem – Nerminem (ślub w 2013 r.) – trenerem fitness, Bośniakiem z Sarajewa – ma bliźniaki – syna Maka oraz córkę Miję (ur. 2003). Mieszka i pracuje w Amsterdamie.